# فرودگاه بروکسل
فرودگاه بروکسل (به فرانسوی: Aéroport de Bruxelles-National) (به هلندی: Lang، nl) (یاتا: BRU، ایکائو: EBBR) یک فرودگاه بین‌المللی مسافربری است که در ۶ مایل دریایی (۱۱ کیلومتر؛ ۶٫۹ مایل) شمال شرق بروکسل، پایتخت بلژیک قرار دارد و در ارتفاع ۵۶ متری از سطح دریا واقع شده‌است. در سال ۲۰۱۵ میلادی، بیش از ۲۳ میلیون مسافر از این فرودگاه خارج یا به آن وارد شده‌اند که باعث‌شده تا این فرودگاه، ۲۱مین فرودگاه پررفت‌وآمدتر در اروپا شود.

## شرکت‌های هواپیمایی و مقصدهای پروازی

### مسافری
شرکت‌های هواپیمایی زیر از/به فرودگاه بروکسل پرواز دارند:
| شرکت‌های هواپیمایی         | مقصدهای پروازی |
| ------------------------- | --- |
| اجین ایرلاینز             | فرودگاه بین‌المللی آتن، فرودگاه بین‌المللی سالونیک |
| ایر لینگاس                | فرودگاه دوبلین |
| هواپیمایی الجزایر         | فرودگاه هواری بومدین فصلی: فرودگاه اس سینیا وهران |
| ایر عربیا                 | فرودگاه بین‌المللی محمد پنجم، فرودگاه فس–سایس، فرودگاه بین‌المللی ناظور، فرودگاه انگادس، فرودگاه رباط سله، فرودگاه ابن بطوطه طنجه، فرودگاه سانیه رمل |
| ایربالتیک                 | فرودگاه بین‌المللی ریگا، فرودگاه تالین |
| ایر کانادا                | فرودگاه بین‌المللی مونترآل-پییر الیوت ترودو فصلی: فرودگاه بین‌المللی پیرسون تورنتو |
| ایر اروپا                 | فرودگاه مادرید-باراخاس |
| ایر صربیا                 | فرودگاه بلگراد نیکولا تسلا |
| ایر ترنست                 | فصلی: فرودگاه بین‌المللی مونترآل-پییر الیوت ترودو |
| آنادولوجت                 | فرودگاه بین‌المللی صبیحه گوکچن فصلی: فرودگاه بین‌المللی اسن‌بوغا |
| آل نیپون ایرویز           | فرودگاه بین‌المللی ناریتا |
| Amelia International      | فرودگاه بریو – سوئیلاک |
| آسترین ایرلاینز           | فرودگاه بین‌المللی وین |
| بی‌اچ ایر                  | فصلی: فرودگاه بورگاس |
| بریتیش ایرویز             | فرودگاه هیترو لندن |
| بروکسل ایرلاینز           | فرودگاه پورت بوئت، فرودگاه بین‌المللی کوتوکا، فرودگاه آلیکانته-الچه، فرودگاه بین‌المللی آتن، فرودگاه بین‌المللی بانجول، فرودگاه بارسلون-ال پرات، فرودگاه برلین براندنبورگ، فرودگاه بیلبائو، فرودگاه بیلاند، فرودگاه بلوونی گوگلیلمو مارکونی، فرودگاه بین‌المللی بوداپست فرنتس لیست، فرودگاه بین‌المللی بوجومبورا، فرودگاه بین‌المللی کوناکری، فرودگاه کپنهاگ، فرودگاه کژیون، فرودگاه بین‌المللی بلز دیان، فرودگاه بین‌المللی دوالا، فرودگاه ادینبرو، فرودگاه بین‌المللی انتبه، فرودگاه فارو، فرودگاه بین‌المللی فرانکفورت، فرودگاه بین‌المللی لونگی، فرودگاه فوئرته‌ونتورا (برقراری دوباره از ۲۷ اکتبر ۲۰۲۴), فرودگاه بین‌المللی ژنو، فرودگاه گوتنبرگ-لندوتر، فرودگاه گرن کناریا، فرودگاه هامبورگ، فرودگاه بین‌المللی غردقه، فرودگاه بین‌المللی کیگالی، فرودگاه ان دیلی، فرودگاه بین‌المللی ژان پل دوم کراکوف-بالیس، فرودگاه لانزاروته، فرودگاه لیسبون پورتلا، فرودگاه لیوبلیانا، فرودگاه لومه–توکین، فرودگاه هیترو لندن، فرودگاه کواترو دو فرویرو، فرودگاه لیون-سنت‌اگزوپری، فرودگاه مادرید-باراخاس، فرودگاه مالاگا، فرودگاه منچستر، فرودگاه مارسی پروانس، فرودگاه لینیت، فرودگاه میلانو مالپنسا، فرودگاه بین‌المللی رابرتس، فرودگاه مونیخ، فرودگاه بین‌المللی جومو کنیاتا، فرودگاه بین‌المللی جان اف کندی، فرودگاه نیس کوت دازور، فرودگاه گاردرموئن اسلو، فرودگاه بین‌المللی آواگادوگو، فرودگاه شارل دوگل پاریس، فرودگاه فرنسیسکو جسا کارنئیرو، فرودگاه پراگ رازیون، فرودگاه لئوناردو دا وینچی-فیومیچینو، فرودگاه استکهلم-آرلاندا، فرودگاه بین‌المللی بن گوریون، فرودگاه تنریف جنوبی، فرودگاه تولوز–بلانیاک، فرودگاه والنسیا، فرودگاه ونیز مارکو پولو، فرودگاه بین‌المللی وین، فرودگاه بین‌المللی ویلنیوس، فرودگاه شوپن ورشو، فرودگاه بین‌المللی یائونده، فرودگاه بین‌المللی زوارتنوتس، فرودگاه زوریخ فصلی: فرودگاه بیرمنگام، فرودگاه بوردو-مرینیاک، فرودگاه بریندیسی، فرودگاه کاتانیا-فونتاناروسا، فرودگاه بین‌المللی خانیا، فرودگاه بین‌المللی کورفو، فرودگاه بین‌المللی دیربا–زارزیس، فرودگاه دوبروونیک، فرودگاه پره‌تولا، فرودگاه بین‌المللی هراکلین، فرودگاه ایبیزا (اسپانیا), فرودگاه بین‌المللی جزیره کاس، فرودگاه مراکش-منارا، فرودگاه بین‌المللی منستیر – حبیب بورقیبه، فرودگاه بین‌المللی موتیلنه، فرودگاه بین‌المللی ناظور، فرودگاه ناپل، فرودگاه اولبیا - کاستا اسمرالدا، فرودگاه انگادس، فرودگاه پالما د مایورکا، فرودگاه رباط سله، فرودگاه بین‌المللی رود، فرودگاه بین‌المللی سمس، فرودگاه بین‌المللی شرم‌الشیخ، فرودگاه اسپلیت، فرودگاه ابن بطوطه طنجه، فرودگاه بین‌المللی دالس واشینگتن، فرودگاه زادر، فرودگاه بین‌المللی زاکینثوس چارتر فصلی: فرودگاه هارستاد/نارویک اونس |
| بلغاریا ایر               | فرودگاه صوفیه |
| کرندون ایرلاینز           | فصلی: فرودگاه آنتالیا، فرودگاه میلاس-بودروم، فرودگاه بورگاس، فرودگاه دالامان، فرودگاه آنادولو، فرودگاه بین‌المللی هراکلین، فرودگاه عدنان مندرس، فرودگاه بین‌المللی جزیره کاس، فرودگاه پالما د مایورکا، فرودگاه بین‌المللی رود، فرودگاه تنریف جنوبی |
| هواپیمایی کرواسی          | فرودگاه زاگرب |
| قبرس ایرویز               | فرودگاه بین‌المللی لارناکا |
| Dan Air                   | فرودگاه بین‌المللی باکائو |
| دلتا ایرلاینز             | فصلی: فرودگاه بین‌المللی جان اف کندی |
| ایزی‌جت                    | فرودگاه بین‌المللی ژنو، فرودگاه نیس کوت دازور |
| اجیپت‌ایر                  | فرودگاه بین‌المللی قاهره |
| هواپیمایی امارات          | فرودگاه بین‌المللی دبی |
| هواپیمایی اتیوپی          | فرودگاه بین‌المللی بوول |
| هواپیمایی اتحاد           | فرودگاه بین‌المللی ابوظبی |
| فن‌ایر                     | فرودگاه هلسینکی |
| فلای‌ناس                   | فرودگاه بین‌المللی ملک عبدالعزیز |
| فلای وان                  | فرودگاه بین‌المللی کیشیناو |
| هاینان ایرلاینز           | فرودگاه بین‌المللی پکن، فرودگاه بین‌المللی شانگهای پودنگ (برقراری دوباره از ۱۸ ژوئن ۲۰۲۴)، فرودگاه بین‌المللی شنژن بن |
| HiSky                     | فرودگاه بین‌المللی هنری کواندا |
| ایبریا ایرلاین            | فرودگاه مادرید-باراخاس |
| ایسلندایر                 | فرودگاه بین‌المللی کفلاویک |
| آی‌تی‌ای ایرویز             | فرودگاه لینیت، فرودگاه لئوناردو دا وینچی-فیومیچینو |
| جونیائو ایرلاینز          | فرودگاه بین‌المللی شانگهای پودنگ (آغاز از ۱ ژوئیهٔ ۲۰۲۴) |
| کاال‌ام                    | فرودگاه شیپخول آمستردام |
| KM Malta Airlines         | فرودگاه بین‌المللی مالت |
| لوت پولیش ایرلاینز        | فرودگاه شوپن ورشو |
| لوفت‌هانزا                 | فرودگاه بین‌المللی فرانکفورت، فرودگاه مونیخ |
| هواپیمایی خاورمیانه       | فرودگاه بین‌المللی رفیق حریری بیروت |
| نوول‌ایر                   | فصلی: فرودگاه بین‌المللی دیربا–زارزیس، فرودگاه بین‌المللی تونس قرطاج |
| نروجین ایر شاتل           | فصلی: فرودگاه ترومسو(آغاز از ۳۱ اکتبر ۲۰۲۴) |
| Play                      | فصلی: فرودگاه بین‌المللی کفلاویک |
| هواپیمایی قطر             | فرودگاه بین‌المللی حمد |
| هواپیمایی پادشاهی مراکش   | فرودگاه بین‌المللی محمد پنجم، فرودگاه مراکش-منارا، فرودگاه بین‌المللی ناظور، فرودگاه رباط سله، فرودگاه ابن بطوطه طنجه فصلی: فرودگاه شریف الادریسی، فرودگاه انگادس |
| هواپیمایی پادشاهی اردن    | فرودگاه بین‌المللی ملکه علیا |
| رواندایر                  | فرودگاه بین‌المللی کیگالی |
| رایان‌ایر                  | فرودگاه بارسلون-ال پرات، فرودگاه برلین براندنبورگ، فرودگاه دوبلین، فرودگاه مادرید-باراخاس، فرودگاه مالاگا، فرودگاه مراکش-منارا، فرودگاه فرنسیسکو جسا کارنئیرو، فرودگاه لئوناردو دا وینچی-فیومیچینو، فرودگاه والنسیا فصلی: فرودگاه جیرونا-کاستا براوا، فرودگاه پالما د مایورکا، فرودگاه گالیله |
| هواپیمایی اسکاندیناوی     | فرودگاه کپنهاگ، فرودگاه گاردرموئن اسلو، فرودگاه استکهلم-آرلاندا |
| سنگاپور ایرلاینز          | فرودگاه چانگی سنگاپور |
| اسکای اکسپرس (یونان)      | فرودگاه بین‌المللی آتن فصلی: فرودگاه بین‌المللی هراکلین |
| سان اکسپرس                | فرودگاه آنادولو فصلی: فرودگاه آدانا، فرودگاه بین‌المللی اسن‌بوغا، فرودگاه آنتالیا، فرودگاه دالامان، فرودگاه عدنان مندرس |
| سوئیس اینترنشنال ایرلاینز | فرودگاه بین‌المللی ژنو، فرودگاه زوریخ |
| تاپ پرتغال                | فرودگاه لیسبون پورتلا |
| تاروم                     | فرودگاه بین‌المللی هنری کواندا |
| تای ایرویز اینترنشنال     | فرودگاه بین‌المللی سووارنابومی (برقراری دوباره از ۱ دسامبر ۲۰۲۴) |
| ترانساویا.کام             | فرودگاه آلیکانته-الچه، فرودگاه باری (آغاز از ۲۷ ژوئن ۲۰۲۴), فرودگاه فارو، فرودگاه مراکش-منارا (آغاز از ۲۷ ژوئن ۲۰۲۴), فرودگاه بین‌المللی سالونیک (آغاز از ۲۸ ژوئن ۲۰۲۴) فصلی: فرودگاه ایبیزا (اسپانیا), فرودگاه اینسبروک، فرودگاه مالاگا، فرودگاه زالتسبورگ، فرودگاه ملی سادورینی (تیرا), فرودگاه سن پابلو، فرودگاه تنریف جنوبی، فرودگاه بین‌المللی زاکینثوس |
| TUI fly Belgium           | فرودگاه اگادیر المسیره، فرودگاه هواری بومدین، فرودگاه شریف الادریسی، فرودگاه آلیکانته-الچه، فرودگاه آنتالیا، فرودگاه صومام عبان رمضان، فرودگاه رابیل، فرودگاه بین‌المللی کانکون، کینتانا رو، فرودگاه بین‌المللی محمد پنجم، فرودگاه بین‌المللی محمد بوضیاف، فرودگاه بین‌المللی هاتو (آغاز از ۵ نوامبر ۲۰۲۴), فرودگاه بین‌المللی بلز دیان، فرودگاه بین‌المللی دیربا–زارزیس، فرودگاه بین‌المللی النفیضه حمامات، فرودگاه آنادولو، فرودگاه فس–سایس، فرودگاه فوئرته‌ونتورا، فرودگاه بین‌المللی کریستیانو رونالدو، فرودگاه گرن کناریا، فرودگاه بین‌المللی غردقه، فرودگاه لانزاروته، فرودگاه مالاگا، فرودگاه مراکش-منارا، فرودگاه بین‌المللی مرسی عالم، فرودگاه اس سینیا وهران، فرودگاه انگادس، فرودگاه بین‌المللی پونتا کانا، فرودگاه رباط سله، فرودگاه بین‌المللی امیلکر کبرل، فرودگاه بین‌المللی شرم‌الشیخ، فرودگاه تنریف جنوبی، فرودگاه بین‌المللی مادر ترزای تیرانا، فرودگاه زناتا – مصالی الحاج، فرودگاه بین‌المللی تونس قرطاج، فرودگاه خوآن گئوآلبرتو گومس فصلی: فرودگاه آلمریا، فرودگاه بین‌المللی بانجول، فرودگاه میلاس-بودروم، فرودگاه بریندیسی، فرودگاه بورگاس، فرودگاه کاتانیا-فونتاناروسا، فرودگاه بین‌المللی خانیا، فرودگاه بین‌المللی کورفو، فرودگاه دالامان، فرودگاه دوبروونیک، فرودگاه فارو، فرودگاه جیرونا-کاستا براوا، فرودگاه بین‌المللی هراکلین، فرودگاه ایبیزا (اسپانیا), فرودگاه عدنان مندرس، فرودگاه خرس، فرودگاه کیتیله، فرودگاه بین‌المللی جزیره کاس، فرودگاه لامتزیا ترمه، فرودگاه بین‌المللی لارناکا، فرودگاه بین‌المللی لوکسار، فرودگاه منورکا، فرودگاه بین‌المللی سنگستر، فرودگاه ملی جزیره میکناس، فرودگاه بین‌المللی موتیلنه، فرودگاه بین‌المللی ناظور، فرودگاه ناپل، فرودگاه پالرمو، فرودگاه پالما د مایورکا، فرودگاه بین‌المللی پافوس، فرودگاه آراکسوس، فرودگاه ژان پائولو دوم، فرودگاه بین‌المللی پریشتینا، فرودگاه رئوس، فرودگاه بین‌المللی رود، فرودگاه بین‌المللی سمس، فرودگاه ملی سادورینی (تیرا), فرودگاه ابن بطوطه طنجه، فرودگاه سانیه رمل، فرودگاه بین‌المللی سالونیک، فرودگاه تیوات، فرودگاه وارنا، فرودگاه بین‌المللی زاکینثوس |
| تونس ایر                  | فرودگاه بین‌المللی تونس قرطاج |
| ترکیش ایرلاینز            | فرودگاه استانبول |
| یونایتد ایرلاینز          | فرودگاه بین‌المللی اوهر شیکاگو، فرودگاه بین‌المللی لیبرتی نیوآرک، فرودگاه بین‌المللی دالس واشینگتن |
| ویولینگ                   | فرودگاه آلیکانته-الچه، فرودگاه بارسلون-ال پرات، فرودگاه مالاگا، فرودگاه والنسیا فصلی: فرودگاه بیلبائو، فرودگاه سن پابلو |
| ویدرو                     | فرودگاه فلسلند برگن |
| ویز ایر                   | فرودگاه بین‌المللی بوداپست فرنتس لیست (آغاز از ۱۷ ژوئن ۲۰۲۴) |

### باری
| شرکت‌های هواپیمایی       | مقصدهای پروازی |
| ----------------------- | --- |
| دی‌اچ‌ال اوییشن           | فرودگاه بین‌المللی بحرین، فرودگاه بارسلون-ال پرات، فرودگاه اوریو آل سریو، فرودگاه ام. آر. استفانیک، فرودگاه بین‌المللی بوداپست فرنتس لیست، فرودگاه بین‌المللی سینسیناتی/کنتاکی شمالی، فرودگاه کپنهاگ، فرودگاه ایست میدلند، فرودگاه هلسینکی، فرودگاه بین‌المللی هنگ کنگ، فرودگاه گاردرموئن اسلو، فرودگاه بین‌المللی مورتالا محمد، فرودگاه لایپزیگ/هاله، فرودگاه لیسبون پورتلا، فرودگاه هیترو لندن، فرودگاه مادرید-باراخاس، فرودگاه بین‌المللی میامی، فرودگاه گاردرموئن اسلو، فرودگاه بین‌المللی شانگهای پودنگ، فرودگاه بین‌المللی اینچئون، فرودگاه ویتوریا |
| اجیپت‌ایر کارگو          | فرودگاه بین‌المللی قاهره |
| امارات اسکای‌کارگو       | فرودگاه بین‌المللی اوهر شیکاگو، فرودگاه بین‌المللی ریکن‌بیکر، فرودگاه بین‌المللی آل مکتوم، فرودگاه منچستر |
| هواپیمایی اتیوپی        | فرودگاه بین‌المللی بوول، فرودگاه بین‌المللی اولیور تامبو، فرودگاه بین‌المللی میامی، فرودگاه بین‌المللی اینچئون |
| لاتام کارگو شیلی        | فرودگاه بین‌المللی فرانکفورت، فرودگاه بین‌المللی ویراکوپوس-کامپیناس، فرودگاه بین‌المللی کومودورو ارتورو مرینو بنیتز |
| هواپیمایی قطر           | فرودگاه بین‌المللی کوتوکا، فرودگاه بین‌المللی اوهر شیکاگو، فرودگاه بین‌المللی حمد، فرودگاه بین‌المللی لس آنجلس |
| هواپیمایی پادشاهی مراکش | فرودگاه بین‌المللی محمد پنجم |
| سنگاپور ایرلاینز کارگو  | فرودگاه بین‌المللی چاتراپاتی شیواجی، فرودگاه چانگی سنگاپور، فرودگاه بین‌المللی شارجه |
| یانگتزه ریور اکسپرس     | فرودگاه بین‌المللی دوموده‌دوو، فرودگاه بین‌المللی ژنگژو سین‌ژنگ |
| ترکیش ایرلاینز          | فرودگاه استانبول |

## آمارها

### مسیرها
| ردیف | مقصد      | فرودگاه(ها)                                             | تعداد مسافر (۲۰۱۳) | تعداد مسافر (۲۰۱۴) | برترین شرکت‌های هواپیمایی                                                                                             |
| ---- | --------- | ------------------------------------------------------- | ------------------ | ------------------ | --- |
| ۱    | بارسلون   | فرودگاه بارسلونا-ال پرات                                | ۵۰۹٬۵۰۵            | ۸۱۳٬۵۷۴            | بروکسل ایرلاینز، رایان‌ایر، توماس کوک ایرلاینز بلژیک, ویولینگ                                                         |
| ۲    | مادرید    | فرودگاه مادرید-باراخاس                                  | ۶۶۱٬۱۰۱            | ۷۳۸٬۲۰۳            | ایر اروپا، بروکسل ایرلاینز، شبه‌جزیره ایبری                                                                           |
| ۳    | رم        | فرودگاه لئوناردو دا وینچی-فیومیچینو                     | ۴۶۶٬۶۹۲            | ۷۲۲٬۲۲۹            | آلایتالیا، بروکسل ایرلاینز، رایان‌ایر، ویولینگ                                                                        |
| ۴    | لندن      | فرودگاه هیترو لندن، فرودگاه گاتویک                      | ۵۶۹٬۵۴۱            | ۶۷۳٬۴۴۸            | بریتیش ایرویز، بروکسل ایرلاینز، ایزی‌جت                                                                               |
| ۵    | لیسبون    | فرودگاه لیسبون پورتلا                                   | ۳۹۸٬۹۳۰            | ۶۶۴٬۰۹۲            | بروکسل ایرلاینز، رایان‌ایر، تاپ پرتغال، توماس کوک ایرلاینز بلژیک, ویولینگ                                             |
| ۶    | ژنو       | فرودگاه بین‌المللی ژنو                                   | ۵۳۶٬۸۳۳            | ۵۵۷٬۳۶۴            | بروکسل ایرلاینز، easyJet Switzerland                                                                                 |
| ۷    | میلان     | فرودگاه میلانو مالپنسا، فرودگاه لینیت                   | ۴۹۱٬۳۸۵            | ۵۱۱٬۳۱۳            | آلایتالیا، بروکسل ایرلاینز، ایزی‌جت                                                                                   |
| ۸    | استانبول  | فرودگاه بین‌المللی آتاترک، فرودگاه بین‌المللی صبیحه گوکچن | ۵۱۶٬۲۲۵            | ۴۹۸٬۴۲۴            | ترکیش ایرلاینز |
| ۹    | آنتالیا   | فرودگاه آنتالیا                                         | ۴۹۲٬۳۱۶            | ۴۹۲٬۳۶۶            | کرندون ایرلاینز، فری‌برد ایرلاینز، Jetairfly , انور ایر، هواپیمایی پگاسوس، تیلویند ایرلاینز, توماس کوک ایرلاینز بلژیک |
| ۱۰   | فرانکفورت | فرودگاه بین‌المللی فرانکفورت                             | ۴۵۹٬۵۵۵            | ۴۷۲٬۴۰۰            | لوفت‌هانزا |

| ردیف | مقصد             | فرودگاه(ها)                                                    | تعداد مسافر (۲۰۱۳) | تعداد مسافر (۲۰۱۴) | برترین شرکت‌های هواپیمایی                                    |
| ---- | ---------------- | -------------------------------------------------------------- | ------------------ | ------------------ | ----------------------------------------------------------- |
| ۱    | نیویورک          | فرودگاه بین‌المللی جان اف کندی، فرودگاه بین‌المللی لیبرتی نیوآرک | ۵۷۴٬۱۰۶            | ۵۹۳٬۰۱۵            | بروکسل ایرلاینز، دلتا ایرلاینز، جت ایرویز، یونایتد ایرلاینز |
| ۲    | تل‌آویو           | فرودگاه بین‌المللی بن گوریون                                    | ۱۸۷٬۴۳۳            | ۲۳۶٬۹۲۸            | بروکسل ایرلاینز، ال عال، Jetairfly                          |
| ۳    | واشینگتن، دی.سی. | فرودگاه بین‌المللی دالس واشینگتن                                | ۲۰۱٬۱۴۴            | ۲۲۶٬۱۶۲            | یونایتد ایرلاینز، بروکسل ایرلاینز                           |
| ۴    | ابوظبی           | فرودگاه بین‌المللی ابوظبی                                       | ۱۷۰٬۷۴۳            | ۱۷۱٬۶۴۸            | هواپیمایی اتحاد                                             |
| ۵    | مونترآل          | فرودگاه بین‌المللی مونترآل-پییر الیوت ترودو                     | ۱۴۵٬۷۲۹            | ۱۶۶٬۲۹۵            | ایر کانادا، Air Transat                                     |
| ۶    | بمبئی            | فرودگاه بین‌المللی چاتراپاتی شیواجی                             | ۱۵۷٬۰۲۹            | ۱۶۲٬۳۸۴            | جت ایرویز                                                   |
| ۷    | کازابلانکا       | فرودگاه بین‌المللی محمد پنجم                                    | ۱۷۰٬۰۷۶            | ۱۵۸٬۱۴۹            | ایر عربیا مغرب، هواپیمایی پادشاهی مراکش                     |
| ۸    | تورنتو           | فرودگاه بین‌المللی پیرسون تورنتو                                | ۱۴۴٬۳۹۴            | ۱۵۵٬۰۴۱            | جت ایرویز                                                   |
| ۹    | دوحه             | فرودگاه بین‌المللی حمد                                          | ۱۳۱٬۱۵۹            | ۱۳۸٬۹۳۹            | قطر ایرویز                                                  |
| ۱۰   | دهلی نو          | فرودگاه بین‌المللی ایندیرا گاندی                                | ۱۳۶٬۰۷۱            | ۱۳۸٬۳۰۹            | جت ایرویز                                                   |

## حوادث
- در ۲۲ مارس ۲۰۱۶ میلادی (۳ فروردین ۱۳۹۵)، بمب‌گذاری‌هایی در این فرودگاه باعث مرگ ۱۳ تن و زخمی‌شدن ۳۵ تن دیگر گردید.